# Ложа (картина Ренуара)
«Ложа» (фр. La Loge) — картина, написанная в 1874 году французским художником Пьером Огюстом Ренуаром (Pierre-Auguste Renoir, 1841—1919). Размер картины — 80 × 63,5 см, размер рамы 106,6 × 91 × 12,3 см. Также используется название «Ложа в Опере».
Картина «Ложа» является частью художественного собрания Института искусства Курто в Лондоне (инв. P.1948.SC.338).

## История
Картина была представлена публике на Первой выставке импрессионистов в Париже в 1874 году, и она является одним из самых известных полотен Ренуара середины 1870-х годов. Впоследствии она была показана в Лондоне на выставке, организованной его дилером Полем Дюран-Рюэлем, что сделало ее одной из самых ранних картин импрессионистов, показанных в Англии, но она так и не была продана ни на одной из выставок. Ренуар смог продать её только в 1875 году за относительно небольшую сумму в 475 франков. Картина находилась в собрании Сэмюэла Курто (1876—1947). Согласно его завещанию, в 1948 году она была передана в Институт искусства Курто.

## Описание
На картине изображены женщина (на переднем плане) и мужчина (на заднем плане), сидящие в ложе оперного театра. Для этой картины позировал родной брат Ренуара — журналист Эдмон Ренуар — и монмартрская натурщица Нини Лопес (Nini Lopez).
Картина выполнена в бело-жемчужных, жёлтых и чёрных тонах. Женщина одета в чёрно-белое платье, а на мужчине чёрный фрак и белая рубашка. Жемчужное ожерелье на шее женщины изображено мелкими выпуклыми белыми сверкающими точками. Женщина смотрит прямо на зрителя, её театральный бинокль опущен и находится в её руке. В то же время мужчина через бинокль смотрит в другую сторону — по-видимому, на сцену Оперы.